# Kolonia Wólka Abramowicka
Kolonia Wólka Abramowicka – część wsi Wólka Abramowicka, położonej w Polsce, w województwie lubelskim, w powiecie lubelskim, w gminie Głusk.
W latach 1975–1998 miejscowość należała administracyjnie do starego województwa lubelskiego.

## Położenie
Miejscowość leży przy samej granicy z Lublinem, przy drodze wojewódzkiej nr 835. Znajduje się tutaj kilkadziesiąt gospodarstw domowych, rozmieszczonych przy wcześniej wspomnianej drodze wojewódzkiej, a także przy bocznych uliczkach.